# Bandeira de Marte

Bandeira Marciana

A bandeira de Marte é uma bandeira tricolor usada pela Sociedade Marciana e pela Sociedade Planetária para representar o planeta Marte. A bandeira não é oficial em qualquer sentido legal, uma vez que o Tratado do Espaço Exterior proíbe a apropriação dos corpos celestes por quaisquer meios.

## Design
A bandeira é confeccionada de modo a revelar a "futura história" de Marte. A faixa vermelha, mais próxima do mastro, simboliza Marte como ele é hoje. O verde e o azul simbolizam os estágios da possível terraformação de Marte pela vontade e habilidade que a humanidade tenha em desenvolver esta ideia. A ética por trás da terraformação ainda é um assunto em debate. A popular trilogia marciana de Kim Stanley Robinson Red Mars, Green Mars e Blue Mars providenciou o conceito da bandeira. Entretanto, o design foi originalmente concebido pelo engenheiro da NASA Pascal Lee, durante a expedição de verão de 1999 para as Ilha de Devon, no Canadá, em uma tarefa da Mars Society's Mars Arctic Research Station (Estação de Pesquisa Ártica Marciana da Sociedade Marciana).

## Uso
A bandeira atualmente está hasteada na Flashline Mars Arctic Research Station em Ilha de Devon, e é exibida em vários lugares da Estação de Pesquisa do Deserto Marciano em Utah. Ela também foi até o espaço carregada a bordo do ônibus espacial Discovery pelo astronauta John Mace Grunsfeld em sua missão STS-103 em 1999. A bandeira também é utilizada pela Mars Society e em laboratórios de pesquisa sobre Marte em Caiçara do Rio do Vento, no Brasil.

## Estatuto oficial
Não existe reconhecimento oficial da bandeira marciana sendo que não há governo ou qualquer autoridade existente capaz de adotar tal bandeira. Em adição, o Tratado do Espaço Exterior determina no artigo II que "espaço exterior, incluindo a Lua e outros corpos celestes, não estão sujeitos a apropriação nacional por proclamação de soberania, uso ou ocupação, ou por qualquer outro meio.".

Uma interpretação da bandeira da República Federativa de Marte, descrita no livro Moving Mars.

## Outras bandeiras fictícias de Marte

De Stranger in a Strange Land: "Um campo branco com o símbolo de Marte em vermelho".

Em sua estória de ficção científica Moving Mars, Greg Bear descreve a bandeira da fictícia República Federativa de Marte assim: "Marte vermelho e suas duas luas dispostas em diagonal sobre um fundo azul, com branco abaixo".
Na novela de Robert A. Heinlein: Stranger in a Strange Land, a bandeira de Marte é um tanto improvisada, consistindo de um tradicional símbolo humano de Marte em vermelho sobre um fundo branco.